# 4250 Perun
4250 Perun este un asteroid din centura principală, descoperit pe 20 octombrie 1984 de Zdeňka Vávrová.